# Петрола
Петрола (ісп. Pétrola) — муніципалітет в Іспанії, у складі автономної спільноти Кастилія-Ла-Манча, у провінції Альбасете. Населення — 777 осіб (2010).
Муніципалітет розташований на відстані близько 260 км на південний схід від Мадрида, 33 км на південний схід від Альбасете.
На території муніципалітету розташовані такі населені пункти: (дані про населення за 2010 рік)
- Лас-Аноріас: 176 осіб
- Петрола: 601 особа

## Демографія
Динаміка населення (INE ):

## Галерея зображень

Розташування муніципалітету у провінції Альбасете